# Estudantes de São José
GRES Estudantes de São José é uma escola de samba do Recife, Pernambuco .
Várias personalidades da rádio e da TV pernambucanas já desfilaram na Estudantes, a exemplo de Mozart, Jorge Danel e Belo Xis. Também personalidades de fora do estado já participaram dos desfiles da agremiação, a exemplo dos Originais do Samba. Em sua quadra já cantaram os artistas Martinho da Vila, Beth Carvalho, Lecy Brandão, Noca da Portela, entre outros. Conquistou, ainda, vários títulos de Raínha do Carnaval com as candidatas que apresentou.
Seu samba-hino é de autoria de Waldeck Mello, ex-presidente da Escola, atual presidente da FESAPE.A escola já foi 17 vezes campeã do carnaval do Recife. Campeã em 1998 e 1999, vice-campeã em 2000, de 2001 a 2008 esteve afastada do carnaval. Está sediada atualmente na Rua Vidal de Negreiros - 143, no Pátio do Terço, em São José.

## História

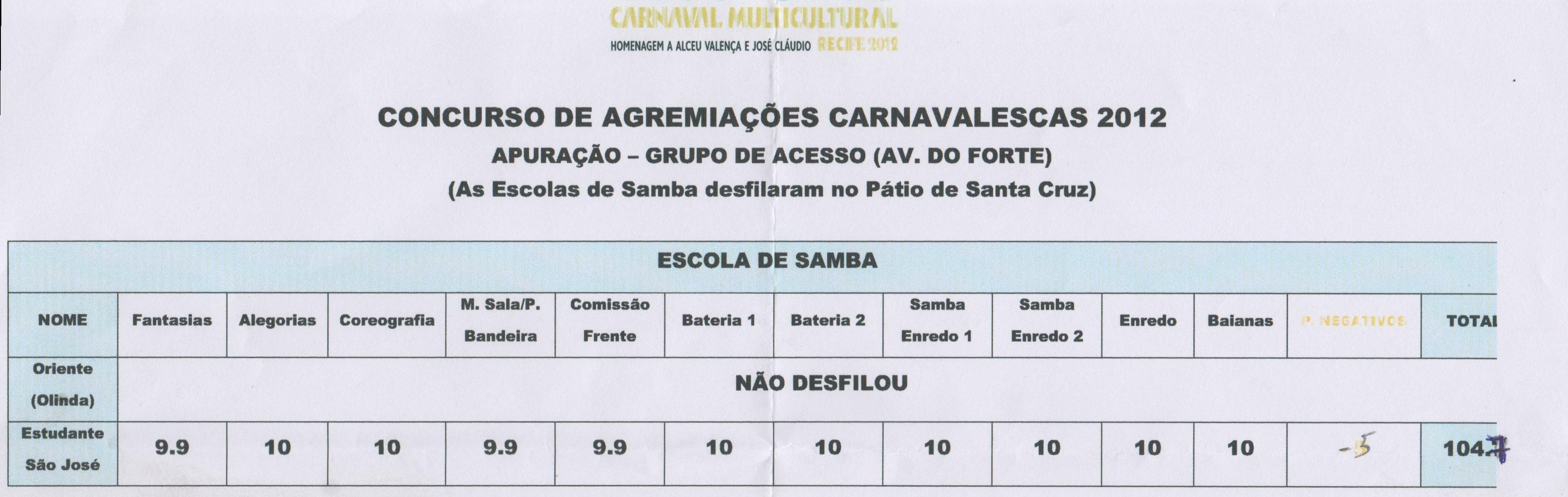
Notas da Estudantes, escola passou pelo desfile de avaliação em 2012.

A escola foi criada por um grupo de estudantes que resolveu desfilar pelas ruas do bairro São José durante o carnaval, vestidos com o saiote usado à época pelas colegiais. Um desses estudantes era o hoje conhecido maestro José Menezes. Até 1958, a escola só desfilava pelo bairro. No ano seguinte, passou a disputar oficialmente o carnaval recifense..

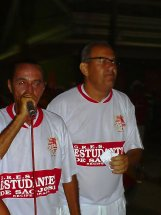
Cantores da escola de samba Estudantes de São josé

A escola era conhecida por incorporar, no início, instrumentos de sopro, o que era proibido nas escolas de samba cariocas.
Após o carnaval de 1992, participou do racha na FESAPE, ficando alguns anos disputando o carnaval da Federação Carnavalesca de Pernambuco, até a instituição do desfile da AESPE em 2000.
Após ficar quase uma década afastada dos desfiles oficiais, década de 2010, a agremiação iniciou um processo de reerguimento, guiada por seu ex-carnavalesco, e então presidente, Aristácio Ferreira. Foi aprovada no desfile de avaliação em 2012, e campeã da terceira divisão no ano seguinte. 
Em 2014, pouco antes do Carnaval, a escola perdeu seu presidente, Aristácio Ferreira, grande ativista cultural do Estado de Pernambuco, aos 70 anos, vítima de câncer. Aristácio, além de presidente da escola, era também fundador do FESTBANDAS, o Festival Estudantil de Bandas de Pernambuco, que ocorria na cidade de Ponta de Pedras. Foi vice-campeã nesse ano, perdendo para a Unidos de São Carlos.

## Segmentos

### Presidentes
| Período                 | Presidente         | Ref.   |
| ----------------------- | ------------------ | ------ |
| ?-?                     | (antecessor)       |        |
| ? - 30/01/2014          | Aristácio Ferreira | [ 10 ] |
| 29/01/2014 - atualidade | Nilson Gomes       |        |

### Diretores
| Ano  | Diretor de Carnaval | Diretor geral de harmonia | Mestre de bateria | Ref. |
| ---- | ------------------- | ------------------------- | ----------------- | ---- |
| 2014 |                     |                           |                   |      |
| 2015 |                     |                           | Amaro Samba VI    |      |

## Carnavais
| Ano                              | Colocação                                 | Grupo                                     | Enredo | Carnavalesco                                                                   | Ref    |
| -------------------------------- | ----------------------------------------- | ----------------------------------------- | --- | ------------------------------------------------------------------------------ | ------ |
| 1959                             | Campeã                                    | Especial                                  | Volta ao Mundo através do Samba |                                                                                |        |
| 1960                             | Campeã                                    | Especial                                  | |                                                                                |        |
| 1961                             | Campeã                                    | Especial                                  | |                                                                                |        |
| 1962                             | Campeã                                    | Especial                                  | |                                                                                |        |
| 1963                             | Campeã                                    | Especial                                  | |                                                                                |        |
| 1964                             | Não desfilou.                             | Não desfilou.                             | |                                                                                |        |
| 1965                             | Campeã                                    | Especial                                  | |                                                                                |        |
| 1966                             | Campeã                                    | Especial                                  | |                                                                                |        |
| 1967                             | Campeã                                    | Especial                                  | |                                                                                |        |
| 1968                             | Vice-Campeã                               | Especial                                  | |                                                                                |        |
| 1969                             | Campeã                                    | Especial                                  | Transmigração da família Real para o Brasil | Transmigração da família Real para o Brasil                                    |        |
| 1970                             | Campeã                                    | Especial                                  | Quilombo dos Palmares Compositor e Intérprete:Belo Xis                                                                                            | Quilombo dos Palmares Compositor e Intérprete:Belo Xis                         |        |
| 1971                             | Vice-Campeã                               | Especial                                  | Recife antigo | Recife antigo                                                                  |        |
| 1972                             | Campeã                                    | Especial                                  | Prá Frente Brasil Compositores:Waldeck Melo. Intérpretes:Ala dos Compositores.                                                                    | Prá Frente Brasil Compositores:Waldeck Melo. Intérpretes:Ala dos Compositores. |        |
| 1973                             | Não desfilou.                             | Não desfilou.                             | |                                                                                |        |
| 1974                             | Vice-Campeã                               | Especial                                  | Exaltação a Santos Dumont Compositor e Intérprete:Belo Xis                                                                                        | Exaltação a Santos Dumont Compositor e Intérprete:Belo Xis                     |        |
| 1975                             | Campeã                                    | Especial                                  | Casa Grande & Senzala Compositor:Maestro Nelson Ferreira. Intérprete:Claudinor Germano                                                            | Aristácio Ferreira                                                             |        |
| 1976                             | Campeã'                                   | Especial                                  | São José: Nosso bairro, nossa gente Compositores:Fernando Oliveira e Reinaldo Oliveira. Intérprete:Ivanildo Silva.                                | Aristácio Ferreira                                                             |        |
| 1977                             | Todas as escolas foram desclassificadas.  | Especial                                  | Brasil, Glória e tradição dos seus Estados Compositor:Djalma Branco. Intérpretes:Ala dos Compositores.                                            | Comissão de Carnaval                                                           |        |
| 1978                             | não desfilou.                             | Especial                                  | | Aristácio Ferreira                                                             |        |
| 1979                             | Vice-campeã                               | Especial                                  | Batalha dos Guararapes Compositor:Djalma Branco. Intérprete:Geraldo Costa                                                                         | Comissão de Carnaval                                                           |        |
| 1980                             | Campeã                                    | Especial                                  | O Segredo de Eneim, uma visão do Paraíso. Compositor:Edvaldo Uchoa (Prego). Intérprete:Geraldo Costa                                              | Aristácio Ferreira                                                             |        |
| 1981                             | Vice-campeã                               | Especial                                  | O Lago da Imortalidade Compositor e Intérprete:Geraldo Costa.                                                                                     | Aristácio Ferreira                                                             |        |
| 1982                             | 3º lugar                                  | Especial                                  | Oh! Linda, de Duarte Coelho à Cidade Eterna Compositores e Intérprete:Geraldo Costa.                                                              | Aristácio Ferreira                                                             |        |
| 1983                             | 3º lugar                                  | Especial                                  | Vozes d'Àfrica Compositor e Intérprete:Geraldo Costa.                                                                                             | Aristácio Ferreira                                                             |        |
| 1984                             | 3º lugar                                  | Especial                                  | O Mundo Fantástico das Fantasias Compositor:Robinho Ramalho. Intérpretes:Robinho Ramalho e Geraldo Costa                                          | Sevi Caminha                                                                   |        |
| 1985                             | 3º lugar                                  | Especial                                  | A Beleza dos Orixás no Carnaval do Recife Compositor e Intérprete:Geraldo Costa.                                                                  | Comissão de Carnaval                                                           |        |
| 1986                             | 3º lugar                                  | Especial                                  | Dos Guararapes ao Esplendor do Carnaval Compositor:Djalma Branco. Intérpretes:Geraldo Costa e Robinho Ramalho                                     | Ivanildo Damaceno                                                              |        |
| 1987                             | 3ºlugar                                   | Especial                                  | Quem é Você? Compositor:Sérgio Freitas. Intérpretes:Geraldo Costa e Robinho Ramalho                                                               | Aristácio Ferreira                                                             |        |
| 1988                             | 3º lugar                                  | Especial                                  | O Despertar dos Deuses Compositor:Geraldo Costa. Intérpretes:Geraldo Costa e Robinho Ramalho                                                      | Aristácio Ferreira                                                             |        |
| 1989                             | 3º lugar                                  | Especial                                  | Uma Nova Era Compositor:Sérgio Freitas. Intérpretes:Ala dos Compositores.                                                                         | Nilson Gomes                                                                   |        |
| 1990                             | 5º lugar                                  | Especial                                  | A Praça da Ilusões Compositores:Sérgio Freitas. Intérpretes:Geraldo Costa e Robinho Ramalho                                                       | Aristácio Ferreira                                                             |        |
| 1991                             | 6º lugar                                  | Especial                                  | Os Astros não Mentem Jamais Compositores:Prego, Geraldo Costa. Intérpretes:Prego, Geraldo Costa, Rogério Revelação e Zé Carlos Revelação.         | Aristácio Ferreira                                                             |        |
| 1992                             | 3º lugar                                  | Especial                                  | Pelo mundo Viajei, nos "Donzelos" me encontrei Compositor:Sérgio Freitas. Intérpretes:Ala dos Compositores.                                       | Nilson Gomes e Cazuza                                                          |        |
| 1993                             | 3º lugar                                  | Especial FESAPE                           | O Ver-o-Peso Compositor:Sérgio Freitas. Intérpretes:Ala dos Compositores.                                                                         | Pierre Pereira                                                                 |        |
| 1994                             | Campeã                                    | Especial FESAPE                           | Alô, Alô! Desperta Brasil Compositor:Sérgio Freitas. Intérpretes:Ala dos Compositores.                                                            | André Paiva                                                                    |        |
| 1995                             | Vice-campeã                               | Especial FESAPE                           | O Fruto de Além-Mar Compositor:Sérgio Freitas. Intérpretes:Ala dos Compositores                                                                   | André Paiva                                                                    |        |
| Em 1996 e 1997, não desfilou.    |                                           |                                           | |                                                                                |        |
| 1998                             | Campeã                                    | Especial FCP                              | Folias do divino Imperador Compositores:Robinho Ramalho. Intérpretes:Robinho Ramalho, Geraldo Costa e Neguinho da Samarina                        | Aristácio Ferreira                                                             |        |
| 1999                             | Campeã                                    | Especial FCP                              | Sou Ouro de Lei, Abram Alas que eu quero Passar Compositor:Edson Vieira. Intérpretes:Edson Vieira e Geraldo Luiz Filipe Costa                     | Aristácio Ferreira                                                             |        |
| 2000                             | Vice-campeã                               | Especial AESP                             | Terra Brasilis Compositor:Belo Xis. Intérpretes:Belo Xis, Cidinho e Geraldo Costa                                                                 | Aristácio Ferreira                                                             |        |
| Entre 2001 e 2008, não competiu. |                                           |                                           | |                                                                                |        |
| 2009                             | Chegou atrasada e foi desclassificada.    | 2 (terceira divisão)                      | Pra não dizerem que nunca falei das flores2009 Compositor:Geraldo Costa. Intérpretes:Geraldo Costa e Robinho Ramalho                              | Aristácio Ferreira                                                             |        |
| 2010                             | Desfilou somente no bairro, sem competir. | Desfilou somente no bairro, sem competir. | Reminiscência de uma sinfonia musical Compositor:Geraldo Costa. Intérpretes:Geraldo Costa e Robinho Ramalho                                       | Aristácio Ferreira                                                             |        |
| 2011                             | Não desfilou.                             | Não desfilou.                             | |                                                                                |        |
| 2012                             | Campeã                                    | Acesso (quarta divisão)                   | | Aristácio Ferreira                                                             | [ 11 ] |
| 2013                             | Campeã                                    | 1 (terceira divisão)                      | | Aristácio Ferreira                                                             |        |
| 2014                             | Vice-campeã                               | 1 (segunda divisão)                       | Vou erguer minha bandeira, nem que chova canivete, esse ano vou pintar o sete Compositor e intérprete:Belo Xis.                                   | Aristácio Ferreira (in memoriam)                                               | [ 9 ]  |
| 2015                             |                                           |                                           | Do passado ao presente, o futuro a Deus pertence Compositor:Ramos de Oliveira. Intérpretes: Neném Simpatia, Ramos de Oliveira e Lelecão do Brasil | Drailton Mendonça                                                              |        |